# الولايات المتحدة في الألعاب البارالمبية الصيفية 2020
شاركت الولايات المتحدة في الألعاب البارالمبية الصيفية 2020 في طوكيو، اليابان، من 24 أغسطس إلى 5 سبتمبر 2021.

## الفائزون بالميداليات
| الميدالية | الاسم | الرياضة                        | الحدث                                    | التاريخ  |
| --------- | --- | ------------------------------ | ---------------------------------------- | -------- |
| ذهبية     | أناستاسيا باغونيس | السباحة                        | 400 متر حرة سيدات S11                    | 26 أغسطس |
| ذهبية     | جيا بيرغوليني | السباحة                        | 100 متر ظهر سيدات S13                    | 26 أغسطس |
| ذهبية     | روبرت غريسولد | السباحة                        | 100 متر ظهر رجال S8                      | 27 أغسطس |
| ذهبية     | روكسان ترونيل على دولتون | الفروسية                       | اختبار البطولة الفردية الدرجة I          | 27 أغسطس |
| ذهبية     | مالوري ويغمان | السباحة                        | 200 متر متنوع فردي سيدات SM7             | 27 أغسطس |
| ذهبية     | نيك مايهيو | ألعاب القوى                    | 100 متر رجال T37                         | 27 أغسطس |
| ذهبية     | أليسا سيلي | الترياثلون                     | فئة PTS2 سيدات                           | 28 أغسطس |
| ذهبية     | براد سنايدر المرشد: غريغ بيلينغتون | الترياثلون                     | فئة PTVI رجال                            | 28 أغسطس |
| ذهبية     | سوزانا سكاروني | ألعاب القوى                    | 5000 متر سيدات T54                       | 28 أغسطس |
| ذهبية     | إيان سايدنفيلد | تنس الطاولة                    | فردي رجال فئة 6                          | 28 أغسطس |
| ذهبية     | جيسيكا لونغ | السباحة                        | 200 متر متنوع فردي سيدات SM8             | 28 أغسطس |
| ذهبية     | كندال غريتش | الترياثلون                     | فئة PTWC سيدات                           | 29 أغسطس |
| ذهبية     | دانيال رومانشوك | ألعاب القوى                    | 400 متر رجال T54                         | 29 أغسطس |
| ذهبية     | ماكنزي كوان | السباحة                        | 400 متر حرة سيدات S7                     | 29 أغسطس |
| ذهبية     | ملفين إنغليش | السباحة                        | 100 متر صدر رجال SB3                     | 29 أغسطس |
| ذهبية     | ليزي سميث | السباحة                        | 100 متر فراشة سيدات S9                   | 30 أغسطس |
| ذهبية     | أولي ديفيسون | السباحة                        | 100 متر فراشة رجال S7                    | 30 أغسطس |
| ذهبية     | تيليا تسينغ | الرماية                        | بندقية هواء 10 متر واقف سيدات SH1        | 30 أغسطس |
| ذهبية     | ليديا غاسيك | ألعاب القوى                    | دفع الكرة الحديدية سيدات F54             | 30 أغسطس |
| ذهبية     | ليزا أدلر | السباحة                        | 100 متر حرة سيدات S8                     | 31 أغسطس |
| ذهبية     | ميغان بلونت | الفروسية                       | اختبار الفريستايل الفردي الدرجة I        | 30 أغسطس |
| ذهبية     | كيندال غريتش | ألعاب القوى                    | 100 متر سيدات T53                        | 31 أغسطس |
| ذهبية     | نيك مايهيو | ألعاب القوى                    | تتابع مختلط 4×100 متر T11-T13            | 31 أغسطس |
| ذهبية     | ماكنزي كوان | السباحة                        | 100 متر ظهر سيدات S7                     | 1 سبتمبر |
| ذهبية     | إليزابيث ماركس | السباحة                        | 100 متر صدر سيدات SB7                    | 1 سبتمبر |
| ذهبية     | أولي ديفيسون | السباحة                        | 50 متر حرة رجال S7                       | 1 سبتمبر |
| ذهبية     | ليزا أدلر | السباحة                        | 50 متر حرة سيدات S8                      | 2 سبتمبر |
| ذهبية     | ماكنزي كوان | السباحة                        | 100 متر صدر سيدات SB7                    | 2 سبتمبر |
| ذهبية     | ليديا غاسيك | ألعاب القوى                    | رمي القرص سيدات F55                      | 2 سبتمبر |
| ذهبية     | جيسيكا لونغ | السباحة                        | 100 متر فراشة سيدات S8                   | 2 سبتمبر |
| ذهبية     | نيك مايهيو | ألعاب القوى                    | 400 متر رجال T37                         | 3 سبتمبر |
| ذهبية     | جيسيكا لونغ | السباحة                        | 100 متر ظهر سيدات S8                     | 3 سبتمبر |
| ذهبية     | رجال الولايات المتحدة | كرة السلة على الكراسي المتحركة | الرجال                                   | 5 سبتمبر |
| ذهبية     | سيدات الولايات المتحدة | الكرة الطائرة جلوس             | السيدات                                  | 5 سبتمبر |
| فضية      | شون موريللي | ركوب الدراجات                  | المطاردة الفردية للسيدات C4              | 25 أغسطس |
| فضية      | إليزابيث ماركس | السباحة                        | 50 متر حرة للسيدات S6                    | 25 أغسطس |
| فضية      | أهاليا ليتينبرغر | السباحة                        | 200 متر متنوع فردي للسيدات SM7           | 27 أغسطس |
| فضية      | رايموند مارتن | ألعاب القوى                    | 400 متر رجال T52                         | 27 أغسطس |
| فضية      | ليكس غيليت | ألعاب القوى                    | الوثب الطويل رجال T11                    | 27 أغسطس |
| فضية      | هايلي دانز | الثلاثي البارالمبي             | فئة PTS2 للسيدات                         | 28 أغسطس |
| فضية      | ليزا كورسو | ألعاب القوى                    | 1500 متر سيدات T13                       | 28 أغسطس |
| فضية      | غريس نورمان | الثلاثي البارالمبي             | فئة PTS5 للسيدات                         | 29 أغسطس |
| فضية      | ألي رايلي دانييل هانسن تشارلي نوريدن جون تانغواي كارين بيتريك | التجديف                        | الرباعي المختلط مع قائد الدفة            | 29 أغسطس |
| فضية      | منتخب الرجبي على الكراسي للرجال | الرجبي على الكراسي             | بطولة الرجال                             | 29 أغسطس |
| برونزية   | جيسيكا لونغ | السباحة                        | سباق 100 متر ظهر للسيدات فئة S8          | 27 أغسطس |
| برونزية   | تاتيانا ماكفادن | ألعاب القوى                    | سباق 5000 متر للسيدات فئة T54            | 28 أغسطس |
| برونزية   | جينسون فان إمبرغ | تنس الطاولة                    | فردي رجال – فئة 3                        | 28 أغسطس |
| برونزية   | صوفيا هيرزوغ | السباحة                        | سباق 100 متر صدر للسيدات فئة SB6         | 28 أغسطس |
| برونزية   | إيفان أوستن | السباحة                        | سباق 400 متر حرة للرجال فئة S7           | 29 أغسطس |
| برونزية   | جوليا جافني | السباحة                        | سباق 400 متر حرة للسيدات فئة S7          | 29 أغسطس |
| برونزية   | جمال هيل | السباحة                        | سباق 50 متر حرة للرجال فئة S9            | 29 أغسطس |
| برونزية   | سوزانا سكاروني | ألعاب القوى                    | سباق 800 متر للسيدات فئة T54             | 29 أغسطس |
| برونزية   | روكسان ترنيل ريبيكا هارت كيت شومايكر | الفروسية                       | الفرق                                    | 29 أغسطس |
| برونزية   | إليزابيث ماركس | السباحة                        | سباق 50 متر فراشة للسيدات فئة S6         | 30 أغسطس |
| برونزية   | أنستاسيا باجونيس | السباحة                        | سباق 200 متر فردي مختلط للسيدات فئة SM11 | 30 أغسطس |
| برونزية   | هانا أسبدين | السباحة                        | سباق 100 متر ظهر للسيدات فئة S9          | 30 أغسطس |
| برونزية   | ماثيو تورس | السباحة                        | سباق 400 متر حرة للرجال فئة S8           | 31 أغسطس |
| برونزية   | كيم كروسبي | ألعاب القوى                    | سباق 100 متر للسيدات فئة T13             | 31 أغسطس |
| برونزية   | ديا يونغ | ألعاب القوى                    | سباق 100 متر للسيدات فئة T47             | 31 أغسطس |
| برونزية   | جوشوا سينامو | ألعاب القوى                    | رمي الجلة للرجال فئة F46                 | 1 سبتمبر |
| برونزية   | أليسيا دانا | الدراجات                       | سباق الطريق للسيدات فئة H1–4             | 1 سبتمبر |
| برونزية   | كولين يونغ | السباحة                        | سباق 100 متر صدر للسيدات فئة SB13        | 1 سبتمبر |
| برونزية   | تشيري مادسن | ألعاب القوى                    | سباق 100 متر للسيدات فئة T54             | 1 سبتمبر |
| برونزية   | ترينتن ميريل | ألعاب القوى                    | القفز الطويل للرجال فئة T64              | 1 سبتمبر |
| برونزية   | جيل والش | الدراجات                       | سباق الطريق للسيدات فئة T1–2             | 2 سبتمبر |
| برونزية   | رايان بيني أليسيا دانا ألفريدو دي لوس سانتوس | الدراجات                       | التتابع المختلط فئة H1–5                 | 2 سبتمبر |
| برونزية   | جاستن فونغسافانه | ألعاب القوى                    | رمي الرمح للرجال فئة F54                 | 3 سبتمبر |
| برونزية   | هنتر وودهول | ألعاب القوى                    | سباق 400 متر للرجال فئة T62              | 3 سبتمبر |
| برونزية   | أليكسا هالكو | ألعاب القوى                    | سباق 800 متر للسيدات فئة T34             | 4 سبتمبر |
| برونزية   | كيم كروسبي | ألعاب القوى                    | سباق 400 متر للسيدات فئة T13             | 4 سبتمبر |
| برونزية   | إيزاك جان-بول | ألعاب القوى                    | القفز الطويل للرجال فئة T13              | 4 سبتمبر |
| برونزية   | فريق كرة السلة على الكراسي المتحركة للسيدات أليخاندرا إيباينيث أبيغيل باوليكي زوي فوريس دارلين هنتر جوزي أسلاكسان ناتالي شنايدر روز هوليرمان كيتلين إيتون ليندسي زوربروغ بيلي مودي إكسيلت غونزاليس كورني رايان | كرة السلة على الكراسي المتحركة | دورة السيدات                             | 5 سبتمبر |
| برونزية   | جارياد والاس | ألعاب القوى                    | سباق 200 متر للرجال فئة T64              | 4 سبتمبر |
| برونزية   | إيفان ميديل | التايكواندو                    | فئة +75 كجم للرجال                       | 4 سبتمبر |
| برونزية   | دانيال رومانشوك | ألعاب القوى                    | ماراثون الرجال فئة T54                   | 5 سبتمبر |

## الرماية
إريك بينيت، ليا كورييل، كيفن ماثر، كي جي بوليش، إيما روز رافيش، أندريه شيلبي ومات سوتزمان قد تأهلوا جميعًا.

### الرجال
| الرياضي      | المنافسة                                                                        | جولة الترتيب | جولة الترتيب | دور الـ64                      | دور الـ32                              | دور الـ16                            | ربع النهائي                    | نصف النهائي                | النهائي       | النهائي  |
| الرياضي      | المنافسة                                                                        | النتيجة      | الترتيب | الخصم النتيجة                  | الخصم النتيجة                          | الخصم النتيجة                        | الخصم النتيجة                  | الخصم النتيجة              | الخصم النتيجة | الترتيب  |
| ------------ | ------------------------------------------------------------------------------- | ------------ | --- | ------------------------------ | -------------------------------------- | ------------------------------------ | ------------------------------ | -------------------------- | ------------- | -------- |
| كي جي بوليش  | القوس والسهم في الألعاب البارالمبية الصيفية 2020 – فردي الرجال المركب المفتوح   | 687          | 13 | تأهل تلقائيًا                   | فورسبيرغ (فنلندا) خسر 143–145          | لم يتأهل                             | لم يتأهل                       | لم يتأهل                   | لم يتأهل      | لم يتأهل |
| أندريه شيلبي | القوس والسهم في الألعاب البارالمبية الصيفية 2020 – فردي الرجال المركب المفتوح   | 675          | 25 | تأهل تلقائيًا                   | جوناثان ميلن ‏ (أستراليا) فاز 143–141   | مراد توران ‏ (تركيا) خسر 138–142      | لم يتأهل                       | لم يتأهل                   | لم يتأهل      | لم يتأهل |
| مات ستاتزمان | القوس والسهم في الألعاب البارالمبية الصيفية 2020 – فردي الرجال المركب المفتوح   | 688          | 12 | تأهل تلقائيًا                   | شيام سوندار سوامي ‏ (الهند) فاز 142–139 | مارسيل بافليك (سلوفاكيا) خسر 137–143 | لم يتأهل                       | لم يتأهل                   | لم يتأهل      | لم يتأهل |
| إريك بينيت   | القوس والسهم في الألعاب البارالمبية الصيفية 2020 – فردي الرجال الأولمبي المفتوح | 608          | data-sort-value="" style="background: #ececec; color: #2C2C2C; vertical-align: middle; text-align: center; " class="table-na" \| — | كينتون-سميث (أستراليا) فاز 6–4 | تشاو ليشو ‏ (الصين) خسر 4–6             | لم يتأهل                             | لم يتأهل                       | لم يتأهل                   | لم يتأهل      |          |
| كيفن ماذر    | القوس والسهم في الألعاب البارالمبية الصيفية 2020 – فردي الرجال الأولمبي المفتوح | 606          | data-sort-value="" style="background: #ececec; color: #2C2C2C; vertical-align: middle; text-align: center; " class="table-na" \| — | يوجين باترو (رومانيا) فاز 7–3  | غلام رضا رحيمي ‏ (إيران) فاز 6–5        | صادق سافاش ‏ (تركيا) فاز 6–2          | هارفيندر سينغ ‏ (الهند) فاز 6–4 | تشاو ليشو ‏ (الصين) فاز 6–4 | الأول         |          |

### النساء
| الرياضية       | المنافسة                                                                         | جولة الترتيب | جولة الترتيب | دور الـ32                         | دور الـ16                         | ربع النهائي                     | نصف النهائي                           | النهائي / مباراة الميدالية البرونزية | النهائي / مباراة الميدالية البرونزية |
| الرياضية       | المنافسة                                                                         | النتيجة      | الترتيب | الخصم النتيجة                     | الخصم النتيجة                     | الخصم النتيجة                   | الخصم النتيجة                         | الخصم النتيجة                        | الترتيب                              |
| -------------- | -------------------------------------------------------------------------------- | ------------ | --- | --------------------------------- | --------------------------------- | ------------------------------- | ------------------------------------- | ------------------------------------ | ------------------------------------ |
| ليا كورييل     | القوس والسهم في الألعاب البارالمبية الصيفية 2020 – فردي السيدات المركب فئة W1    | 596          | data-sort-value="" style="background: #ececec; color: #2C2C2C; vertical-align: middle; text-align: center; " class="table-na" \| — | فاطمة دنباش ‏ (تركيا) فازت 126–115 | كيم (كوريا الجنوبية) فازت 127–125 | تشن مينيي ‏ (الصين) خسرت 126–137 | روماري (بريطانيا العظمى) خسرت 123–131 | 4                                    |                                      |
| إيما روز رافيش | القوس والسهم في الألعاب البارالمبية الصيفية 2020 – فردي السيدات الأولمبي المفتوح | 492          | 22 | ديرفوجيكس (البرازيل) خسرت 4–6     | لم تتأهل                          | لم تتأهل                        | لم تتأهل                              | لم تتأهل                             | لم تتأهل                             |

### المختلط
| الرياضيان                 | المنافسة                                                                          | جولة الترتيب | جولة الترتيب | دور الـ16            | ربع النهائي   | نصف النهائي   | النهائي       | النهائي    |
| الرياضيان                 | المنافسة                                                                          | النتيجة      | الترتيب      | الخصم النتيجة        | الخصم النتيجة | الخصم النتيجة | الخصم النتيجة | الترتيب    |
| ------------------------- | --------------------------------------------------------------------------------- | ------------ | ------------ | -------------------- | ------------- | ------------- | ------------- | ---------- |
| إريك بينيت إيما روز رافيش | القوس والسهم في الألعاب البارالمبية الصيفية 2020 – الفرق المختلط الأولمبي المفتوح | 1100         | 13           | RPC (RPC) خسروا 2–6* | لم يتأهلوا    | لم يتأهلوا    | لم يتأهلوا    | لم يتأهلوا |

- يشار إلى اللجنة البارالمبية الروسية بـRPC بسبب منع روسيا من المشاركات البارالمبية.

## ألعاب القوى
تم اختيار 35 رياضيًا من الرجال و26 رياضية من النساء للمشاركة.
سباقات الرجال
| الرياضي               | الحدث        | التصفيات - النتيجة | الترتيب | نصف النهائي - النتيجة | الترتيب | النهائي - النتيجة | الترتيب  |
| --------------------- | ------------ | ------------------ | ------- | --------------------- | ------- | ----------------- | -------- |
| ديفيد براون           | 100 متر T11  | 11.34              | 2       | 11.50                 | 4       | —                 | لم يتأهل |
| نواه مالون            | 100 متر T12  | 10.55 (AR)         | 1       | —                     | —       | 10.66             | فضية     |
| نيكولاس مايو          | 100 متر T37  | 10.97 (WR)         | 1       | 10.95 (WR)            | 1       | —                 | ذهبية    |
| رودريك تاونسند روبرتس | 100 متر T47  | 11.22              | 12      | —                     | —       | —                 | لم يتأهل |
| تانر رايت             | 100 متر T47  | 11.14              | 3       | 11.21                 | 7       | —                 | —        |
| رايموند مارتن         | 100 متر T52  | —                  | —       | 16.99                 | 1       | —                 | ذهبية    |
| إيزايا ريغو           | 100 متر T52  | —                  | —       | 18.98                 | 7       | —                 | —        |
| براين سييمان          | 100 متر T53  | 15.32              | 5       | —                     | —       | —                 | لم يتأهل |
| إريك هايتاور          | 100 متر T54  | 14.33              | 4       | —                     | —       | —                 | لم يتأهل |
| جاريد والاس           | 200 متر T64  | 22.18 (SB)         | 2       | 22.09 (SB)            | 3       | —                 | برونزية  |
| هانتر وودهول          | 200 متر T64  | 22.62 (PB)         | 3       | 22.66                 | 4       | —                 | —        |
| نواه مالون            | 400 متر T12  | 48.50              | 1       | 47.93 (AR)            | 2       | —                 | فضية     |
| نيكولاس مايو          | 400 متر T37  | —                  | —       | 50.26                 | 2       | —                 | فضية     |
| دانيال رومانشوك       | 400 متر T54  | 45.31              | 1       | 45.72                 | 1       | —                 | ذهبية    |
| دانيال رومانشوك       | 800 متر T54  | 1:31.83            | 1       | 1:34.48               | 4       | —                 | —        |
| آرون بايك             | 800 متر T54  | 1:36.48            | 3       | —                     | —       | —                 | لم يتأهل |
| إيزايا ريغو           | 1500 متر T52 | —                  | —       | 3:59.42               | 7       | —                 | —        |
| رايموند مارتن         | 1500 متر T52 | —                  | —       | 3:29.72 (AR)          | 2       | —                 | فضية     |
| دانيال رومانشوك       | 5000 متر T54 | 9:53.38            | 2       | 10:30.50              | 4       | —                 | —        |
| براين سييمان          | 5000 متر T54 | 10:20.64           | 6       | —                     | —       | —                 | لم يتأهل |
| آرون بايك             | ماراثون T54  | —                  | —       | 1:29:45               | 6       | —                 | —        |
| دانيال رومانشوك       | ماراثون T54  | —                  | —       | 1:29:05               | 3       | —                 | برونزية  |

*AR: رقم قياسي أمريكي
*WR: رقم قياسي عالمي
سباقات السيدات
| الرياضية        | الحدث        | التصفيات - النتيجة | الترتيب | نصف النهائي - النتيجة | الترتيب | النهائي - النتيجة | الترتيب |
| --------------- | ------------ | ------------------ | ------- | --------------------- | ------- | ----------------- | ------- |
| كيم كروسبي      | 100 متر T13  | 12.07              | 1       | 12.08                 | 3       | —                 | برونزية |
| جالين روبرتس    | 100 متر T37  | 13.41 (AR)         | 2       | 13.16 (AR)            | 2       | —                 | فضية    |
| بريتني ماسون    | 100 متر T47  | 12.07              | 1       | 11.97                 | 2       | —                 | فضية    |
| ديجا يونغ       | 100 متر T47  | 12.26              | 2       | 12.21                 | 3       | —                 | برونزية |
| شيري مادسن      | 100 متر T54  | 16.60              | 2       | 16.33                 | 3       | —                 | برونزية |
| تاتيانا مكفادين | 800 متر T54  | 1:52.91            | 1       | 1:43.16               | 2       | —                 | فضية    |
| سوزانا سكاروني  | 800 متر T54  | 1:51.42            | 2       | 1:44.43               | 3       | —                 | برونزية |
| أليكسا هالكو    | 800 متر T34  | —                  | —       | 2:02.22               | 3       | —                 | برونزية |
| ليزا كورسو      | 1500 متر T13 | 4:52.42            | 4       | 4:30.67               | 2       | —                 | فضية    |
| تاتيانا مكفادين | ماراثون T54  | —                  | —       | 1:40:14               | 5       | —                 | —       |
| أماندا ماغروي   | ماراثون T54  | —                  | —       | 1:57:11               | 15      | —                 | —       |
| سوزانا سكاروني  | ماراثون T54  | —                  | —       | 1:50:06               | 11      | —                 | —       |

سباق مختلط
| الرياضيون                                            | الحدث                 | النتيجة           | الترتيب |
| ---------------------------------------------------- | --------------------- | ----------------- | ------- |
| نواه مالون بريتني ماسون نيكولاس مايو تاتيانا مكفادين | تتابع مختلط 4×100 متر | 45.52 (رقم عالمي) | ذهبية   |

ميدان الرجال
| الرياضي               | الحدث            | النتيجة              | الترتيب |
| --------------------- | ---------------- | -------------------- | ------- |
| ليكس جيليت            | القفز الطويل T11 | 6.17                 | فضية    |
| إسحاق جان بول         | القفز الطويل T13 | 6.93                 | برونزية |
| رودريك تاونسند روبرتس | القفز الطويل T47 | 7.43 (أفضل رقم شخصي) | فضية    |
| ترينتن ميريل          | القفز الطويل T64 | 7.08 (رقم قاري)      | برونزية |
| رودريك تاونسند روبرتس | القفز العالي T47 | 2.15 (رقم عالمي)     | ذهبية   |
| دالاس وايز            | القفز العالي T47 | 2.06                 | فضية    |
| سام غرو               | القفز العالي T63 | 1.88                 | ذهبية   |
| هاغان لاندري          | دفع الجلة F41    | 13.88 (رقم قاري)     | فضية    |
| جوش سينامو            | دفع الجلة F46    | 15.90                | برونزية |
| جيريمي كامبل          | رمي القرص F64    | 60.22                | ذهبية   |
| جوستين فونغسافان      | رمي الرمح F54    | 31.09                | برونزية |

ميدان السيدات
| الرياضية       | الحدث            | النتيجة          | الترتيب |
| -------------- | ---------------- | ---------------- | ------- |
| جالين روبرتس   | القفز الطويل T37 | 4.65             | فضية    |
| تالياه ويليامز | القفز الطويل T47 | 5.39             | 4       |
| بياتريز هاتز   | القفز الطويل T64 | 5.43             | 5       |
| جيسيكا هايمز   | رمي القرص F64    | 34.89 (رقم قاري) | 5       |
| كاسي ميتشل     | رمي القرص F51    | 14.16            | 4       |
| كاسي ميتشل     | رمي الهراوة F51  | 24.18 (رقم قاري) | فضية    |

## الدراجات
تأهل كل من جوزيف بيريني، كلارا براون، أليشيا دانا، توماس ديفيس، ألفريدو دي لوس سانتوس، ويل غرولو، كودي جونغ، أوكسانا ماسترز، شون موريللي، كريستوفر ميرفي، إيريك بيني، ماثيو رودريغيز، مونيكا سيريدا، جيل والش وجيمي ويتمور للمشاركة في المنافسات.

## الفروسية
تأهلت كل من ريبيكا هارت، بياتريس لاسنييه دي لافاليت، كيت شومايكر وروكسان ترانيل للمشاركة في المنافسات.

## كرة الهدف

### الرجال
فيما يلي قائمة الفريق الأمريكي في منافسات كرة الهدف للسيدات في دورة الألعاب البارالمبية الصيفية 2020.
تشكيلة منتخب الولايات المتحدة لكرة الهدف – رجال
| رقم | اللاعب       | التصنيف | تاريخ الميلاد  |
| --- | ------------ | ------- | -------------- |
| 1   | داريل ووكر   | B2      | 29 ديسمبر 1981 |
| 2   | تايلر ميرين  | B2      | 29 مايو 1984   |
| 4   | جون كوسكو    | B2      | 6 أغسطس 1984   |
| 7   | مات سيمبسون  | B1      | 30 مارس 1990   |
| 5   | زاكاري بوهلر | B2      | 5 يناير 1997   |
| 6   | كالهان يونغ  | B2      | 23 فبراير 1995 |

دور المجموعات – كرة الهدف للرجال
| الترتيب | الفريق           | لعب | فاز | تعادل | خسر | له | عليه | الفرق | نقاط | ملاحظات     |
| ------- | ---------------- | --- | --- | ----- | --- | -- | ---- | ----- | ---- | ----------- |
| 1       | اليابان (م)      | 4   | 3   | 0     | 1   | 37 | 15   | +22   | 9    | ربع النهائي |
| 2       | البرازيل         | 4   | 3   | 0     | 1   | 35 | 17   | +18   | 9    |             |
| 3       | الولايات المتحدة | 4   | 2   | 0     | 2   | 25 | 35   | −10   | 6    |             |
| 4       | ليتوانيا         | 4   | 1   | 1     | 2   | 24 | 31   | −7    | 4    |             |
| 5       | الجزائر          | 4   | 0   | 1     | 3   | 20 | 43   | −23   | 1    |             |

نتائج منتخب الولايات المتحدة لكرة الهدف – رجال
| التاريخ  | المرحلة          | المباراة                       | الهدافون الأمريكيون                               |
| -------- | ---------------- | ------------------------------ | ------------------------------------------------- |
| 26 أغسطس | دور المجموعات    | الولايات المتحدة 8–6 البرازيل  | يونغ 4، ميرين 1، سيمبسون 1، ووكر 1، هدف عكسي سوزا |
| 27 أغسطس | دور المجموعات    | اليابان 11–1 الولايات المتحدة  | ووكر 1                                            |
| 29 أغسطس | دور المجموعات    | الولايات المتحدة 13–5 الجزائر  | يونغ 8، سيمبسون 3، ووكر 2                         |
| 30 أغسطس | دور المجموعات    | ليتوانيا 13–3 الولايات المتحدة | سيمبسون 2، يونغ 1                                 |
| 31 أغسطس | ربع النهائي      | الولايات المتحدة 5–4 أوكرانيا  | يونغ 4، سيمبسون 1                                 |
| 2 سبتمبر | نصف النهائي      | الصين 8–1 الولايات المتحدة     | يونغ 1                                            |
| 3 سبتمبر | مباراة البرونزية | ليتوانيا 10–7 الولايات المتحدة | سيمبسون 2، ووكر 2، يونغ 2، كوسكو 1                |

### النساء
فيما يلي قائمة الفريق الأمريكي في منافسات كرة الهدف للسيدات في دورة الألعاب البارالمبية الصيفية 2020.
| الرقم | اللاعب         | الفئة | تاريخ الميلاد (العمر)    |
| ----- | -------------- | ----- | ------------------------ |
| 3     | ليزا تشيكوفسكي | B2    | 29 مايو 1979 (42 عامًا)   |
| 4     | آسا ميلر       | B3    | 16 أكتوبر 1979 (41 عامًا) |
| 5     | أماندا دينيس   | B2    | 5 فبراير 1994 (27 عامًا)  |
| 6     | ميندي كوك      | B3    | 23 سبتمبر 1988 (32 عامًا) |
| 7     | إليانا ميسون   | B2    | 1 سبتمبر 1995 (25 عامًا)  |
| 9     | ماريباي هوكينج | B2    | 11 نوفمبر 1996 (24 عامًا) |

مرحلة المجموعات
| الترتيب | الفريق           | لعب | فاز | تعادل | خسر | له | عليه | الفرق | نقاط | ملاحظات     |
| ------- | ---------------- | --- | --- | ----- | --- | -- | ---- | ----- | ---- | ----------- |
| 1       | تركيا            | 4   | 3   | 0     | 1   | 30 | 11   | +19   | 9    | ربع النهائي |
| 2       | الولايات المتحدة | 4   | 3   | 0     | 1   | 22 | 10   | +12   | 9    | ربع النهائي |
| 3       | اليابان (م)      | 4   | 2   | 1     | 1   | 18 | 13   | +5    | 7    |             |
| 4       | البرازيل         | 4   | 1   | 1     | 2   | 23 | 19   | +4    | 4    |             |
| 5       | مصر              | 4   | 0   | 0     | 4   | 3  | 43   | −40   | 0    |             |

المصدر: TOCOG
نتائج منتخب الولايات المتحدة لكرة الهدف – سيدات
| التاريخ  | المرحلة       | المباراة                                        | النتيجة | الهدافات الأمريكيات |
| -------- | ------------- | ----------------------------------------------- | ------- | ------------------- |
| 25 أغسطس | دور المجموعات | الولايات المتحدة vs. البرازيل                   | 4–6     | غير متوفر           |
| 26 أغسطس | دور المجموعات | الولايات المتحدة vs. مصر                        | 10–0    | غير متوفر           |
| 28 أغسطس | دور المجموعات | اليابان vs. الولايات المتحدة                    | 3–2     | غير متوفر           |
| 30 أغسطس | دور المجموعات | الولايات المتحدة vs. تركيا                      | 4–3     | غير متوفر           |
| 1 سبتمبر | ربع النهائي   | الولايات المتحدة vs. اللجنة البارالمبية الروسية | 5–3     | إليانا ماسون 3      |
| 2 سبتمبر | نصف النهائي   | الولايات المتحدة vs. البرازيل                   | 6–4     | غير متوفر           |
| 3 سبتمبر | النهائي       | الولايات المتحدة vs. تركيا                      | 2–9     | غير متوفر           |

## الجودو
تأهلت كل من كاتي ديفيس، بن جودريتش، ماريا ليانا موتيا، وروبرت تاناكا للمنافسة.

## باراكانو
تأهلت كل من كيتلين فيرفيرث وبليك هاكستون للمنافسة. كما سيشارك هاكستون أيضًا في منافسات التجديف.

## رفع الأثقال
تأهلت جاكوب شاروم للمنافسة.

## التجديف
تأهلت الولايات المتحدة لأربع قوارب في جميع فئات التجديف إلى سباق الألعاب البارالمبية. تأهلت جميع القوارب بعد أن احتلت المراتب السبعة الأولى في سباقات القوارب الفردية والثمانية الأولى في السباقات المختلطة في بطولة العالم للتجديف 2019 في أوتنشهيم، النمسا.
| الرياضي                                                      | الحدث                | الجولات التمهيدية | الجولات التمهيدية | الإعادة      | الإعادة | النهائي  | النهائي |
| الرياضي                                                      | الحدث                | الوقت             | الترتيب           | الوقت        | الترتيب | الوقت    | الترتيب |
| ------------------------------------------------------------ | -------------------- | ----------------- | ----------------- | ------------ | ------- | -------- | ------- |
| بليك هاكستون                                                 | فردي التجديف للرجال  | 12:03.03          | 5 R               | 10:28.82     | 4 FB    | 11:40.29 | 10      |
| هالي سميث                                                    | فردي التجديف للسيدات | 13:42.87          | 6 R               | 12:13.12     | 4 FB    | 13:55.87 | 10      |
| لورا جودكيند راسل جيرنات                                     | فردي التجديف المختلط | 9:27.00           | 5 R               | 8:26.17      | 4 FB    | 9:11.63  | 10      |
| ألي ريلي دانييل هانسون تشارلي نوردين جون تانغوي كارين بيتريك | أربعة تجديف مختلط    | 7:19.97           | 1 FA              | تأهل تلقائيًا | 7:20.13 | الثاني   |         |

أسطورة التأهل: FA=النهائي A (الميدالية)؛ FB=النهائي B (غير ميدالية)؛ R=الإعادة

## السباحة
| اللاعب             | الحدث | الجولات    | الجولات | النهائي    | النهائي      |
| اللاعب             | الحدث | النتيجة    | الترتيب | النتيجة    | الترتيب      |
| ------------------ | --- | ---------- | ------- | ---------- | ------------ |
| ديفيد أبراهامز     | 100م فراشة SB13 | 1:00.69    | 9       | لم يتأهل   | لم يتأهل     |
| ديفيد أبراهامز     | 200م ميدلي فردي SM13 | 2:14.23 AM | 5 Q     | 2:12.67 AM | 4            |
| ديفيد أبراهامز     | 100م صداف SB13 | 1:04.04 AM | 2 Q     | 1:04.38    | قالب:فضة02   |
| إيفان أوستن        | 400م حرة S7 | 4:57.35    | 5 Q     | 4:38.95 AM | قالب:برونز03 |
| إيفان أوستن        | 200م ميدلي فردي SM7 | 2:35.40    | 4       | 2:32.53    | 5            |
| إيفان أوستن        | 4 × 100م حرة تتابع – 34 نقطة\|colspan=2 data-sort-value="" style="background: #ececec; color: #2C2C2C; vertical-align: middle; text-align: center; " class="table-na" \| — | 4:13.94    | 8       |            |              |
| إيفان أوستن        | 50م فراشة S7 | 29.71      | 1 Q     | 28.98 AM   | قالب:ذهب01   |
| باركر إيغبرت       | 200م ميدلي فردي SM14 | 2:22.58    | 17      | لم يتأهل   | لم يتأهل     |
| باركر إيغبرت       | 100م ظهر S14 | 1:03.12    | 12      | لم يتأهل   | لم يتأهل     |
| رودي غارسيا-تولسون | 200م ميدلي فردي SM7 | 2:39.78    | 7 Q     | 2:39.52    | 7            |
| رودي غارسيا-تولسون | 100م صداف SB6 | 1:25.41    | 6 Q     | 1:24.64    | 6            |
| رودي غارسيا-تولسون | 4 × 100م حرة تتابع – 34 نقطة\|colspan=2 data-sort-value="" style="background: #ececec; color: #2C2C2C; vertical-align: middle; text-align: center; " class="table-na" \| — | 4:13.94    | 8       |            |              |
| رودي غارسيا-تولسون | 50م فراشة S7 | 32.34      | 9       | لم يتأهل   | لم يتأهل     |
| روبرت غريسوولد     | 100م ظهر S8 | 1:05.49    | 1 Q     | 1:02.55 WR | قالب:ذهب01   |
| روبرت غريسوولد     | 200م ميدلي فردي SM8 | 2:26.48    | 2 Q     | 2:24.97    | 4            |
| روبرت غريسوولد     | 400م حرة S8 | 4:34.35    | 3 Q     | 4:31.96    | 5            |
| روبرت غريسوولد     | 100م فراشة S8 | 1:02.52 AM | 1 Q     | 1:02.03 AM | قالب:ذهب01   |

## تنس الطاولة
| اللاعب            | الحدث     | دور المجموعات               | دور المجموعات                    | دور المجموعات | الجولة الأولى            | ربع النهائي            | نصف النهائي                          | النهائي                     | النهائي      |
| اللاعب            | الحدث     | المعارضة النتيجة            | المعارضة النتيجة                 | الترتيب | المعارضة النتيجة         | المعارضة النتيجة       | المعارضة النتيجة                     | المعارضة النتيجة            | الترتيب      |
| ----------------- | --------- | --------------------------- | -------------------------------- | --- | ------------------------ | ---------------------- | ------------------------------------ | --------------------------- | ------------ |
| مايكل غودفري      | الفردي C1 | بورغاتو (إيطاليا) خسر 1-3   | مايور (المجر) خسر 0-3            | 3 | لم يتأهل                 | لم يتأهل               | لم يتأهل                             | لم يتأهل                    | لم يتأهل     |
| جينسون فان إمبورغ | الفردي C3 | زهاي شيانغ (الصين) خسر 0-3  | سفاتوش (جمهورية التشيك) فاز 3-2  | 2 Q | بروفلي (ألمانيا) فاز 3-2 | توبوركوف (RPC) فاز 3-0 | فنغ (الصين) خسر 0-3                  | لم يتأهل                    | قالب:برونز03 |
| إيان سيدينفيلد    | الفردي C6 | روزنماير (الدنمارك) خسر 2-3 | بارينزان (إيطاليا) فاز 3-0       | 2 Q | راو (ألمانيا) فاز 3-1    | ديتوني (تشيلي) فاز 3-2 | كارابارداك (بريطانيا العظمى) فاز 3-0 | روزنماير (الدنمارك) فاز 3-0 | قالب:ذهب01   |
| تهال ليبويتز      | الفردي C9 | ديفوس (بلجيكا) خسر 0-3      | بيريز غونزاليس (إسبانيا) فاز 3-0 | data-sort-value="" style="background: #ececec; color: #2C2C2C; vertical-align: middle; text-align: center; " class="table-na" \| — | ماي (أوكرانيا) خسر 2-3   | لم يتأهل               | لم يتأهل                             | لم يتأهل                    |              |

## التايكوندو
تسجل رياضة التايكوندو البارالمبية ظهورها الأول في برنامج الألعاب البارالمبية، إيفان ميديل وبريانا سالينارو تأهلا إلى دورة الألعاب البارالمبية الصيفية 2020 عبر تصنيف العالم.
| الرياضي         | الحدث | الجولة الأولى                 | ربع النهائي               | التكرار 1        | التكرار 2                  | نصف النهائي                  | النهائي          | النهائي |
| الرياضي         | الحدث | المعارضة النتيجة              | المعارضة النتيجة          | المعارضة النتيجة | المعارضة النتيجة           | المعارضة النتيجة             | المعارضة النتيجة | الترتيب |
| --------------- | --- | ----------------------------- | ------------------------- | ---------------- | -------------------------- | ---------------------------- | ---------------- | ------- |
| إيفان ميديل     | الرجال +75 كجم\|data-sort-value="" style="background: #ececec; color: #2C2C2C; vertical-align: middle; text-align: center; " class="table-na" \| إعفاء  | عبيدار (ليبيا) فاز 22-19      | —                         | —                | ميكوليć (كرواتيا) خسر 9-28 | مولينا (كوستاريكا) فاز 13-11 | قالب:برونز03     |         |
| بريانا سالينارو | السيدات –58 كجم\|data-sort-value="" style="background: #ececec; color: #2C2C2C; vertical-align: middle; text-align: center; " class="table-na" \| إعفاء | فيرنانديس (البرازيل) خسر 2-15 | غوفردهان (نيبال) خسر 0-18 | لم تتأهل         | لم تتأهل                   | لم تتأهل                     | لم تتأهل         |         |

## التنس على الكراسي المتحركة
تأهل سبعة لاعبين أمريكيين للمشاركة في منافسات التنس على الكراسي المتحركة. تأهل خمسة منهم عبر التصنيف العالمي، بينما تأهل الآخرون عبر دعوات من لجنة ثنائية الأطراف.
| الرياضي                  | الحدث | الجولة 64                                 | الجولة 32                         | الجولة 16                                   | ربع النهائي      | نصف النهائي      | النهائي / BM     | النهائي / BM |
| الرياضي                  | الحدث | المعارضة النتيجة                          | المعارضة النتيجة                  | المعارضة النتيجة                            | المعارضة النتيجة | المعارضة النتيجة | المعارضة النتيجة | الترتيب      |
| ------------------------ | --- | ----------------------------------------- | --------------------------------- | ------------------------------------------- | ---------------- | ---------------- | ---------------- | ------------ |
| كيسي راتزلاف             | الرجال فردي | ف كاتانيه (فرنسا) فاز 6-2, 5-7            | ج جيرارد (بلجيكا) خسر 1-6, 1-6    | لم يتقدم                                    | لم يتقدم         | لم يتقدم         | لم يتقدم         | لم يتقدم     |
| كونر سترود               | الرجال فردي | م شيفرز (هولندا) خسر 4-6, 3-6             | لم يتقدم                          | لم يتقدم                                    | لم يتقدم         | لم يتقدم         | لم يتقدم         | لم يتقدم     |
| شيلبي بارون              | السيدات فردي\|rowspan=3 data-sort-value="" style="background: #ececec; color: #2C2C2C; vertical-align: middle; text-align: center; " class="table-na" \| —        | م دوفال (البرازيل)                        | لم تتأهل                          | لم تتأهل                                    | لم تتأهل         | لم تتأهل         | لم تتأهل         |              |
| إيمي كايسر               | السيدات فردي\|rowspan=3 data-sort-value="" style="background: #ececec; color: #2C2C2C; vertical-align: middle; text-align: center; " class="table-na" \| —        | هوانغ ج (الصين) خسر 1-6, 1-6              | لم تتأهل                          | لم تتأهل                                    | لم تتأهل         | لم تتأهل         | لم تتأهل         |              |
| دانا ماثيوسون            | السيدات فردي\|rowspan=3 data-sort-value="" style="background: #ececec; color: #2C2C2C; vertical-align: middle; text-align: center; " class="table-na" \| —        | ش فيربانك (فرنسا) فاز 6-0, 6-3            | س خانثاسيت (تايلاند) فاز 6-2, 6-4 | ج وايلي (بريطانيا العظمى) خسر 3-6, 6-3, 5-7 | لم تتأهل         | لم تتأهل         | لم تتأهل         |              |
| برايان بارتن             | فردي كواد\|rowspan=2 colspan=3 data-sort-value="" style="background: #ececec; color: #2C2C2C; vertical-align: middle; text-align: center; " class="table-na" \| — | ك كيو-سيوون (كوريا الجنوبية) فاز 6-4, 6-1 | د ألكوت (أستراليا) خسر 0-6, 1-6   | لم يتقدم                                    | لم يتقدم         | لم يتقدم         |                  |              |
| ديفيد واغنر              | فردي كواد\|rowspan=2 colspan=3 data-sort-value="" style="background: #ececec; color: #2C2C2C; vertical-align: middle; text-align: center; " class="table-na" \| — | ي سيلفا (البرازيل) فاز 3-6, 6-2, 6-2      | ك سوجينو (اليابان) خسر 4-6, 3-6   | لم يتقدم                                    | لم يتقدم         | لم يتقدم         |                  |              |
| برايان بارتن ديفيد واغنر | زوجي كواد\|colspan=3 data-sort-value="" style="background: #ececec; color: #2C2C2C; vertical-align: middle; text-align: center; " class="table-na" \| —           | س شرويدر / ن فينك (NED) خسر 2-6, 1-6      | لم يتأهل                          | لم يتأهل                                    | لم يتأهل         | لم يتأهل         |                  |              |